# Liste der Monuments historiques in Lalande-de-Pomerol
Die Liste der Monuments historiques in Lalande-de-Pomerol führt die Monuments historiques in der französischen Gemeinde Lalande-de-Pomerol auf.

## Liste der Bauwerke
| Bezeichnung    | Beschreibung              | Standort | Kennzeichnung | Schutzstatus | Datum | Bild           |
| -------------- | ------------------------- | -------- | ------------- | ------------ | ----- | -------------- |
| Schloss Sales  |                           | (Lage)   | PA33000005    | Inscrit      | 1996  |                |
| Kirche St-Jean | Erbaut im 12. Jahrhundert | (Lage)   | PA00083583    | Classé       | 1943  | weitere Bilder |